# × Vandaenopsis
× Vandaenopsis, viết tắt Vdnps.  là loài lan trong họ Orchidaceae. Nó lai giữa lan Phalaenopsis và Vanda (Phal. x V.).